# Lil Rel Howery
Milton "Lil Rel" Howery Jr. (Chicago, 17 de diciembre de 1979) es un actor y comediante estadounidense. Howery es conocido por interpretar a Robert Carmichael en la serie de comedia televisiva de NBC The Carmichael Show (2015-2017) y al oficial de la Administración de Seguridad en el Transporte (TSA) Rod Williams en la película de terror Get Out (2017). Protagonizó la serie de televisión de corta duración Rel (2018-2019), que creó y coprodujo.

## Primeros años
Milton Howery Jr. creció en el West Side de Chicago, hijo de Nancy y Milton. Asistió a la escuela Providence St. Mel de quinto a noveno grado. Luego se transfirió a la Escuela Secundaria Crane. En Crane, Howery escribió chistes y creó un guion en un programa de talentos para personas mayores, después de lo cual decidió dedicarse profesionalmente a la comedia. Jugando baloncesto en la escuela secundaria, le recordaba a la gente a su primo mayor Darrel, y lo apodaban Lil Rel.

## Carrera
Howery comenzó a realizar comedia en Chicago. Hizo su debut televisivo en enero de 2007 en la competencia televisiva de telerrealidad Last Comic Standing. El mismo año, estuvo en P. Diddy Presents: The Bad Boys of Comedy en HBO. En 2009, formó parte de la Noche America's National Night Out Against Crime en Chicago.
En 2012, Howery y otros cinco comediantes protagonizaron el revival de Fox del programa de sketches de la década de 1990 In Living Color. El programa fue cancelado en 2013. Howery pasó a trabajar como escritor, productor y uno de los miembros regulares del elenco de la serie de comedia de sketches de truTV Friends of the People. En el 2015, comenzó a interpretar a Bobby Carmichael en la comedia de situación de NBC The Carmichael Show junto al creador del programa, Jerrod Carmichael.
A principios de 2016, Netflix agregó el primer especial de stand-up en solitario exclusivo de Howery, Kevin Hart Presents: Lil Rel: RELevent, para streaming en los Estados Unidos.
Howery ganó el MTV Movie & TV Award a la "Mejor actuación cómica" de 2017 por su actuación en la película de terror satírica de Jordan Peele Get Out.
El 10 de mayo de 2018, Fox creó Rel, una comedia de situación protagonizada por Howery en el papel principal y Jerrod Carmichael y Mike Scully como productores ejecutivos. Howery dijo que el programa se basa libremente en su propia vida, incluido ser un padre divorciado. La serie se estrenó el 9 de septiembre de 2018.
Howery protagonizó junto a Ryan Reynolds la película de comedia Free Guy. Interpretó a Buddy, un guardia de seguridad.
Desde 2019, Howery ha interpretado al personaje de Bishop en la comedia de situación de HBO Max South Side.
En 2019, HBO lanzó el segundo especial de stand-up de Howery, Lil Rel Howery: Live in Crenshaw. Su tercer especial, I said it. Y'all thinking it. fue filmado en su ciudad natal de Chicago y estrenado en 2022.

## Vida personal
Howery se casó con Verina Robinson el 24 de noviembre de 2008. Ellos tienen dos niños. La pareja se divorció en 2017.
En junio de 2016, Howery era pasajero en un vehículo que chocó contra otro automóvil en University Village, Chicago. El conductor del otro automóvil discutió con Howery y llamó al 911, alegando que Howery lo había golpeado en la cara. El conductor del automóvil en el que viajaba Howery se alejó sin él. Los oficiales de policía arrestaron a Howery por un cargo de agresión menor, pero fue declarado no culpable. El conductor demandó a Howery por las lesiones sufridas durante la pelea.

## Filmografía

### Películas
| Año  | Título                       | Papel                                     | Notas                       |
| ---- | ---------------------------- | ----------------------------------------- | --------------------------- |
| 2017 | Get Out                      | Rod Williams                              |                             |
| 2018 | Tag                          | Reggie                                    |                             |
| 2018 | Uncle Drew                   | Dax Winslow                               |                             |
| 2018 | Bird Box                     | Charlie                                   |                             |
| 2019 | Brittany Runs a Marathon     | Demetrius                                 |                             |
| 2019 | Good Boys                    | Papá de Lucas                             |                             |
| 2019 | Angry Birds 2: la película   | Alex (voz)                                |                             |
| 2020 | The Photograph               | Kyle                                      |                             |
| 2020 | Clouds                       | Milton Weaver                             |                             |
| 2020 | Home                         | Jayden                                    | También productor ejecutivo |
| 2021 | Judas and the Black Messiah  | Wayne                                     |                             |
| 2021 | Tom & Jerry                  | Demonio y ángel en el hombro de Tom (voz) |                             |
| 2021 | Bad Trip                     | Bud Malone                                |                             |
| 2021 | Fatherhood                   | Jordan                                    |                             |
| 2021 | Space Jam: A New Legacy      | Él mismo (Anunciador)                     | Cameo                       |
| 2021 | Free Guy                     | Buddy                                     |                             |
| 2021 | Vacation Friends             | Marcus Parker                             |                             |
| 2021 | National Champions           | Coach Ronnie Dunn                         |                             |
| 2022 | I Love My Dad                | Jimmy                                     |                             |
| 2022 | Spin Me Round                | Paul                                      |                             |
| 2022 | Deep Water                   | Grant                                     |                             |
| 2022 | Luck                         | Marv (voz)                                |                             |
| 2022 | Bromates                     | Jonesie                                   |                             |
| 2023 | Unos suegros de armas tomar  | Tyree                                     |                             |
| 2023 | Vacation Friends 2           | Marcus                                    |                             |
| 2023 | PAW Patrol: The Mighty Movie | Sam Stringer                              |                             |
| 2023 | Dashing Through the Snow     | Nick                                      |                             |
| 2023 | Good Burger 2                | Cecil McNevin                             |                             |
| 2023 | We Grown Now                 | Jason                                     |                             |
| 2024 | Reunion                      | Ray Hammond                               |                             |
| 2024 | Harold and the Purple Crayon | Moose                                     |                             |
| 2025 | One of Them Days             | The Buyer                                 |                             |

### Televisión
| Año          | Título                                 | Papel                        | Notas                                                                                |
| ------------ | -------------------------------------- | ---------------------------- | ------------------------------------------------------------------------------------ |
| 2014         | Friends of the People                  | Varios                       | Escritor, productor, reparto                                                         |
| 2015         | Kevin Hart Presents: Lil Rel: RELevent | Él mismo                     | Especial de Standup                                                                  |
| 2015–17      | The Carmichael Show                    | Bobby Carmichael             |                                                                                      |
| 2017         | Insecure                               | Quentin                      | 5 episodios                                                                          |
| 2017         | Drop the Mic                           | Él mismo                     | Episodio: "Nicole Scherzinger vs. Lil Rel Howery / Charlie Puth vs. Backstreet Boys" |
| 2018         | Lip Sync Battle                        | Él mismo                     | Episodio: "Lil Rel Howery vs. Naya Rivera"                                           |
| 2018–19      | Rel                                    | Rel                          | Protagonista                                                                         |
| 2018         | The Comedy Central Roast               | Él mismo                     | Episodio: "Bruce Willis"                                                             |
| 2018         | The Bobby Brown Story                  | Brian Irvine                 | 2 episodios                                                                          |
| 2019         | Tangled                                | Virtuous St. Goodberry (voz) | Episodio: "The Eye of Pincosta"                                                      |
| 2019         | The Adventures of Rocky and Bullwinkle | Chuckles (voz)               | Episodio: "If You Can't Beat 'em, Totem! or It's Raining Gems!"                      |
| 2019         | South Side                             | Bishop                       | 3 episodios                                                                          |
| 2019         | Sherman's Showcase                     | Él mismo                     | Episodio: “The Ladies of Showcase”                                                   |
| 2019         | A Black Lady Sketch Show               | Fake Manager                 | Episodio: "Born at Night, But Not Last Night"                                        |
| 2019         | Lil Rel Howery: Live in Crenshaw       | Él mismo                     | Especial de Standup                                                                  |
| 2019–present | Craig of the Creek                     | Darnell (voz)                | 3 episodios                                                                          |
| 2020         | The Chi                                | Zeke Remnick                 | 2 episodios                                                                          |
| 2021         | Nailed It!                             | Él mismo                     | Episodio: "We're Gonna Need a Bigger Cake"                                           |
| 2021         | Small Fortune                          | Host                         | También productor ejecutivo                                                          |
| 2022         | Eureka!                                | Rollo (voz)                  | Protagonista                                                                         |
| 2022         | I said it. Y'all thinking it.          | Él mismo                     | Especial de Standup                                                                  |
| 2023         | Poker Face                             | Taffy Boyle                  | Episodio: "The Stall"                                                                |
| 2023         | Harlem                                 | Freddie Wilson               | Episodio: "As Assist from the Sidelines"                                             |